# Amsza állomás
Amsza (Amsa) állomás a szöuli metró 8-as vonalának állomása, mely Kangdong-ku (Gangdong-gu)ban található.

## Viszonylatok
| 8-as vonal | 8-as vonal | 8-as vonal                   |
| ---------- | ---------- | ---------------------------- |
| végállomás | 8-as vonal | Cshonho (Cheonho) Moran felé |